# Генеральна округа Воронеж
Генера́льна окру́га Воро́неж (нім. Generalbezirk Woronesh) — адміністративно-територіальна одиниця Третього райху, яку планувалося утворити у складі Райхскомісаріату Україна на території Воронезької, Липецької і Тамбовської областей Російської РФСР під час Німецько-радянської війни.

## Адміністративно-територіальний поділ
У разі створення генеральна округа складалася б із 35 таких ґебітів (округ):
- Воронезький міський ґебіт (нім. Kreisgebiet Woronesh-Stadt)
- Тамбовський міський ґебіт (Kreisgebiet Tambow-Stadt)
- Липецький міський ґебіт (Kreisgebiet Lipezk-Stadt)
- Добринський ґебіт (Kreisgebiet Dobrinka) — осідок: с-ще Добринка
- Усманський ґебіт (Kreisgebiet Usman)
- Ертільський ґебіт (Kreisgebiet Ertil) — осідок: м. Ертіль
- Аннинський ґебіт (Kreisgebiet Anna) — осідок: смт. Анна
- Борисоглєбський ґебіт (Kreisgebiet Borissoglebsk)
- Пісківський ґебіт (Kreisgebiet Peski) — осідок: с-ще Піски
- Новохоперський ґебіт (Kreisgebiet Nowochopersk) — осідок: м. Новохоперськ
- Бутурлинівський ґебіт (Kreisgebiet Buturlinowka) — осідок: м. Бутурлинівка
- Калачіївський ґебіт (Kreisgebiet Kalatsch) — осідок: м. Калач
- Павловський ґебіт (Kreisgebiet Pawlowsk) — осідок: м. Павловськ
- Богучарський ґебіт (Kreisgebiet Bogutschar)
- Митрофанівський ґебіт (Kreisgebiet Mitrofanowka)
- Каменський ґебіт (Kreisgebiet Kamenka)
- Розсошанський ґебіт (Kreisgebiet Rossosch)
- Ровеньський ґебіт (Kreisgebiet Rowenki)
- Острогозький ґебіт (Kreisgebiet Ostrogoshsk)
- Коротояцький ґебіт (Kreisgebiet Korotojak)
- Гремячанський ґебіт (Kreisgebiet Gremjatschaja)
- Нижньодівицький ґебіт (Kreisgebiet Nishnedewizk) — осідок: с. Нижньодівицьк
- Новоусманський ґебіт (Kreisgebiet Nowaja Usman) — осідок: с. Новая Усмань
- Ліворозсошанський ґебіт (Kreisgebiet Lewaja Rossosch) — осідок: с. Ліва Розсош
- Мучкапський ґебіт (Kreisgebiet Mutschkap) — осідок: смт. Мучкапський
- Жердєвський ґебіт (Kreisgebiet Sherdewka)
- Токарівський ґебіт (Kreisgebiet Tokarewka) — осідок: смт. Токарівка Тамбовської області
- Кирсанівський ґебіт (Kreisgebiet Kirssanow) — осідок: м. Кирсанов
- Моршанський ґебіт (Kreisgebiet Morschansk)
- Тамбовський ґебіт (Kreisgebiet Tambow)
- Ржаксинський ґебіт (Kreisgebiet Rshakssa) — осідок: смт. Ржакса
- Никифорівський ґебіт (Kreisgebiet Nikiforowka)
- Мічурінський ґебіт (Kreisgebiet Mitschurinsk)
- Хоботовський ґебіт (Kreisgebiet Chobotowa)
- Соснівський ґебіт (Kreisgebiet Ssosnowka) — осідок: с. Соснівка Тамбовської області